# 812

## Nașteri
- dată necunoscută: Donald I al Scoției  (d. 862)

## Decese
- 11 ianuarie: Staurakios  (n. 775)